# Jan Briers
Jan Briers, né le 30 octobre 1953 à Gand, est un homme politique belge, membre du CD&V.

## Biographie
Jan Briers nait le 30 octobre 1953 à Gand.
Aux élections législatives fédérales de 2019, Jan Briers est élu à la Chambre des Représentants à la suite du désistement de Pieter De Crem.